# Хеймдалль
Хе́ймдалль (др.-сканд. Heimdallr) — в германо-скандинавской мифологии бог из рода асов, страж богов и мирового древа, считается сыном Одина и девяти матерей-великанш. «Светлейший из асов», «предвидящий будущее подобно ванам» (после окончания золотого века идёт война асов и ванов); его прозвища — «златорогий» и «златозубый».

## Повествование
Его дом — Химинбьёрг («небесные горы»), согласно «Младшей Эдде» он располагается вблизи моста Биврёст, соединяющего небо с землёй. Как страж богов он охраняет Биврёст на границе Асгарда и Мидгарда от великанов-ётунов. Отличается острым зрением и слухом.
Ему принадлежит лошадь с золотой гривой — Гулльтоп («Золотая чёлка»). У его пояса висит золотой рог — Гьяллархорн. Перед концом мира трубит в рог, призывая богов к последней битве. Во время Рагнарёка («Сумерки богов») Хеймдалль и Локи убьют друг друга в схватке.

## Отражение в культуре

### Кинематограф
- В фильмах «Тор», «Тор 2: Царство тьмы», «Мстители: Эра Альтрона», «Тор: Рагнарёк», «Мстители: Война бесконечности» и «Тор: Любовь и гром» кинематографической вселенной Marvel он является стражем моста Биврёст и открывает его по просьбе других богов. Также может следить за живыми существами в разных мирах. Является второстепенным персонажем. Роль Хеймдалля исполняет британский актёр кино и телевидения Идрис Эльба.